# 神奈川区
神奈川区（かながわく）は、横浜市を構成する18区のうちの一つ。
東海道の宿場町である「神奈川宿」から区名が取られた。県名も同源である。また県名と同一の名称の行政区としてはほかに神戸市兵庫区がある。

## 概要
横浜市の北東に位置する神奈川区は、東西方向に長く（約8.0 km）、東は横浜港、西は緑区鴨居町に接している。ポートサイド地区は横浜駅東口（西区高島）と隣接している。もともとは日米修好通商条約によって横浜港ではなく、現在の同区神奈川本町辺りに位置していた神奈川湊が開港する予定であったが、東海道の宿場町として人通りが多かった神奈川ではなく、当時漁村であった横浜村（現在の中区）が選ばれた。臨海部は工場が立ち並び、隣接する鶴見区や川崎市とともに京浜工業地帯の中核をなす地域である。区役所は区の東側にあり、最寄り駅はJRの東神奈川駅、京急の京急東神奈川駅、東急の反町駅である。

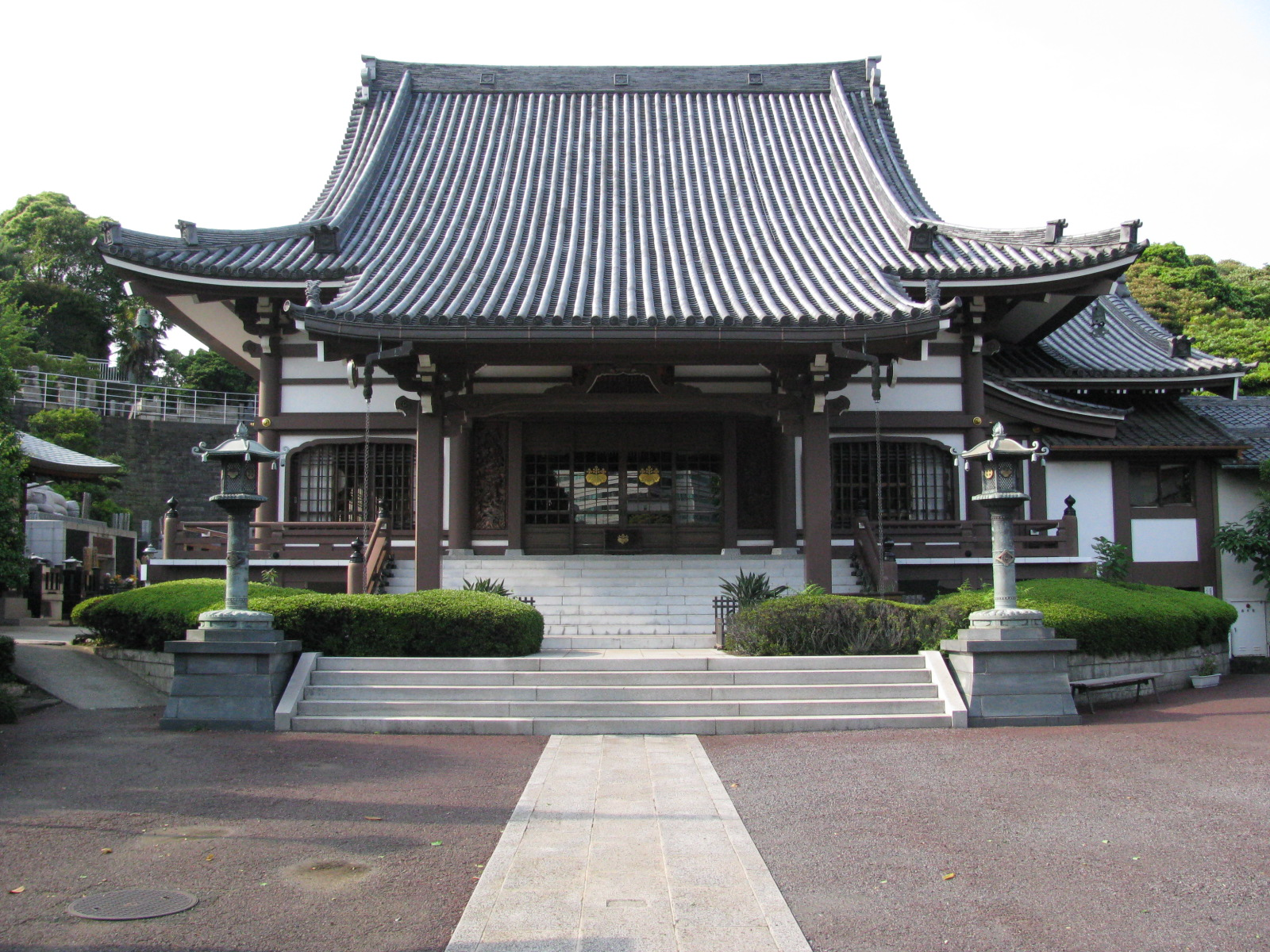
本覚寺
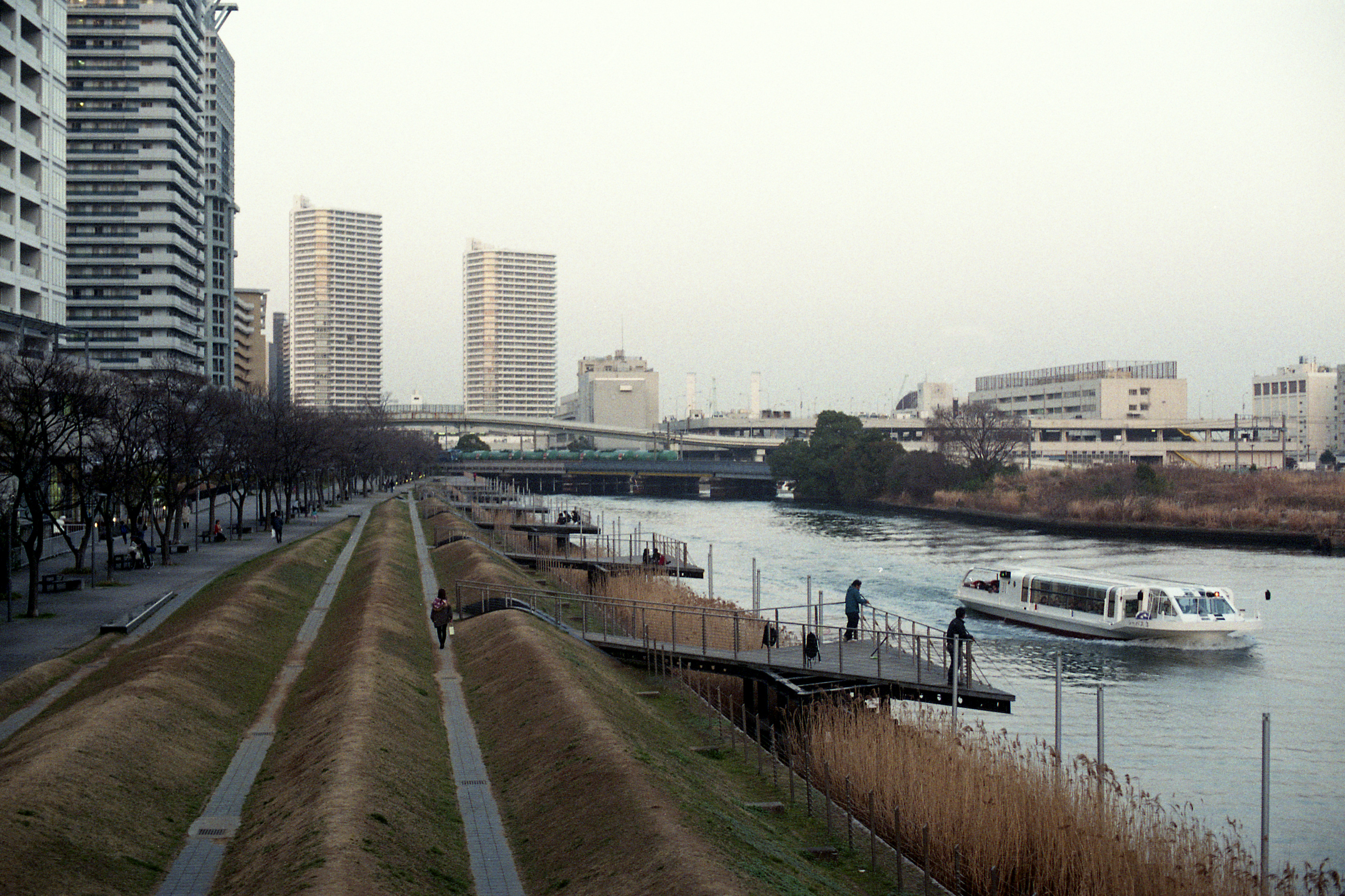
ポートサイド地区の大野町
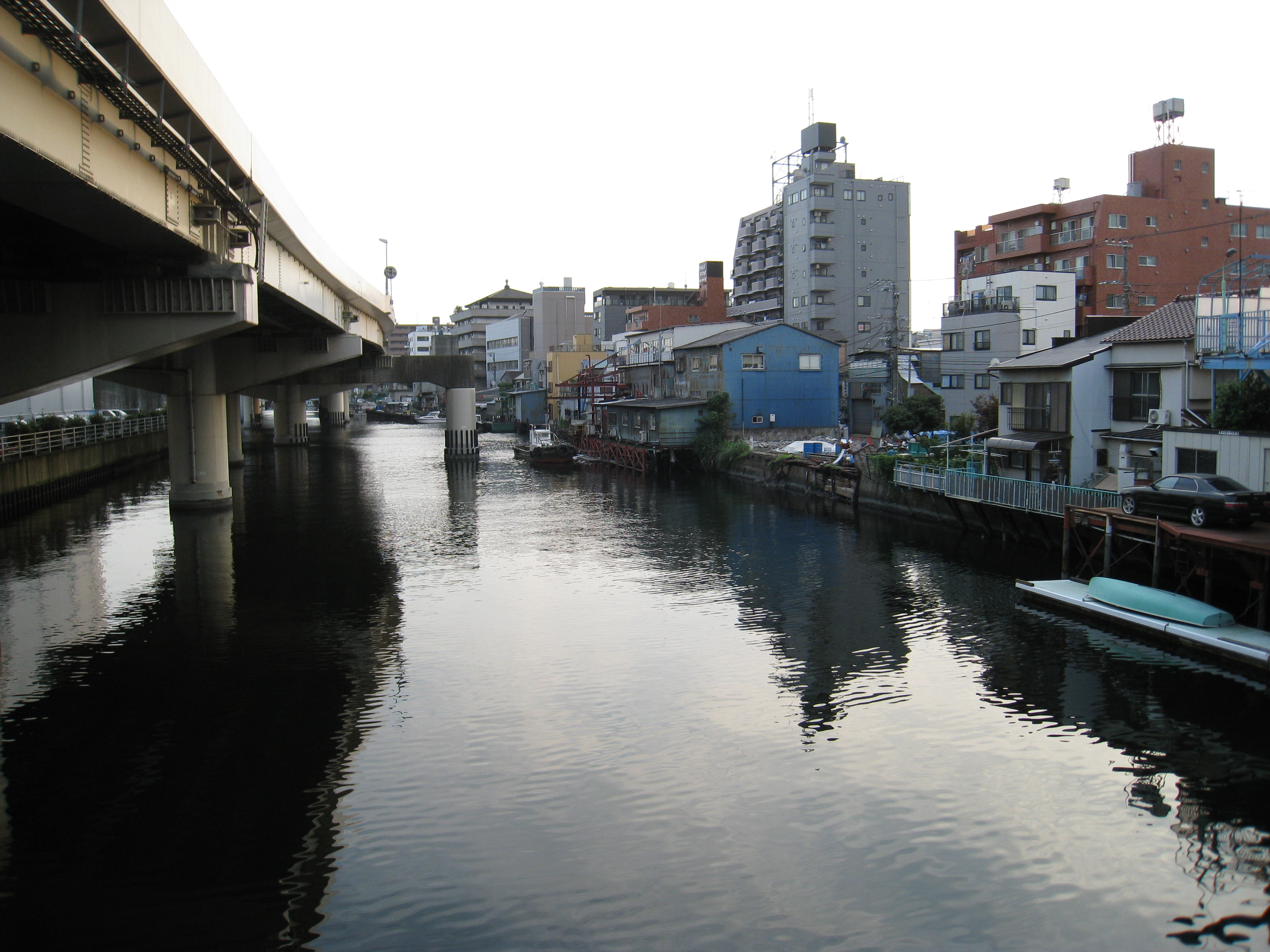
神奈川新町駅付近の入江川。運河となっている
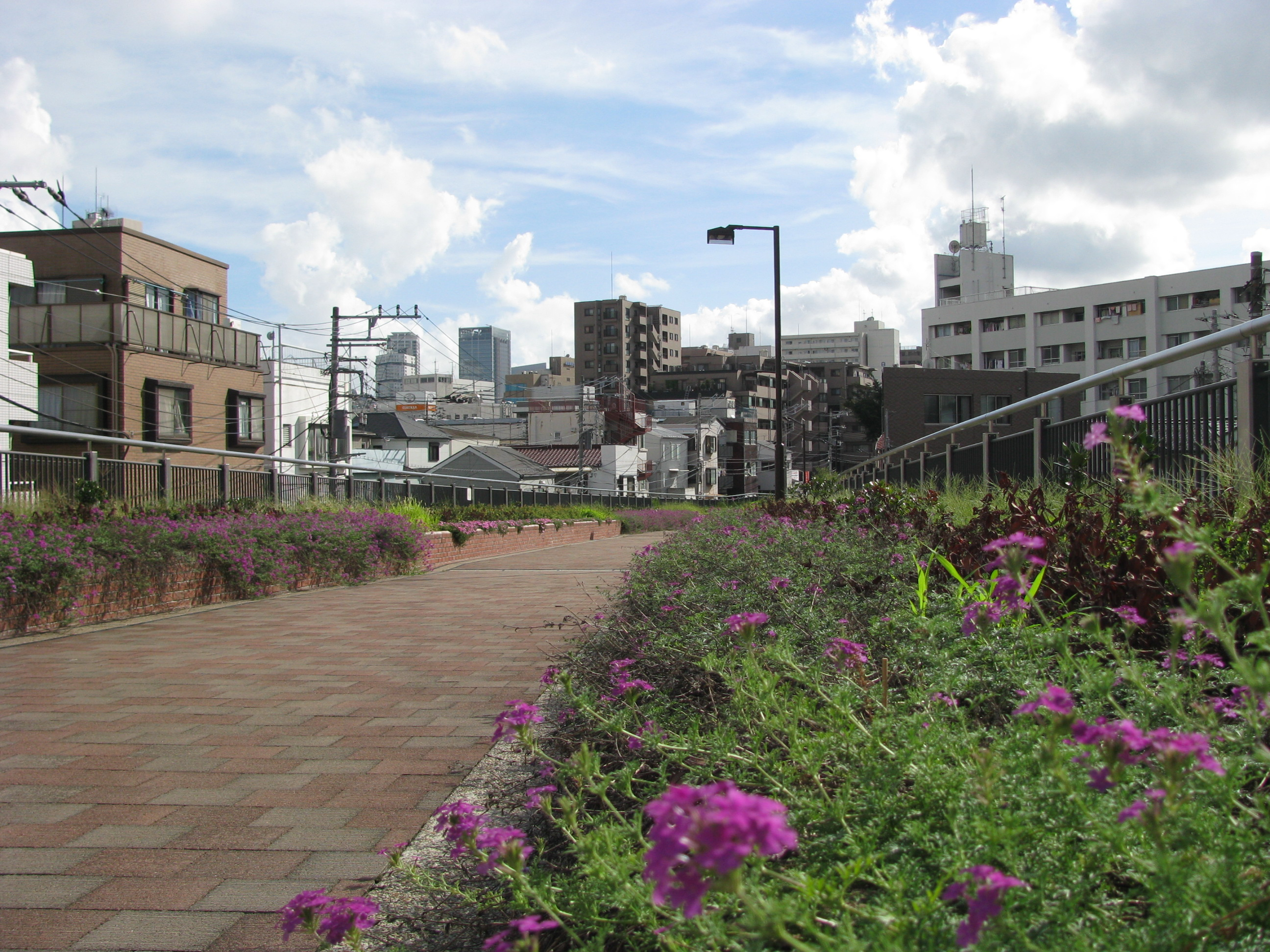
東横フラワー緑道
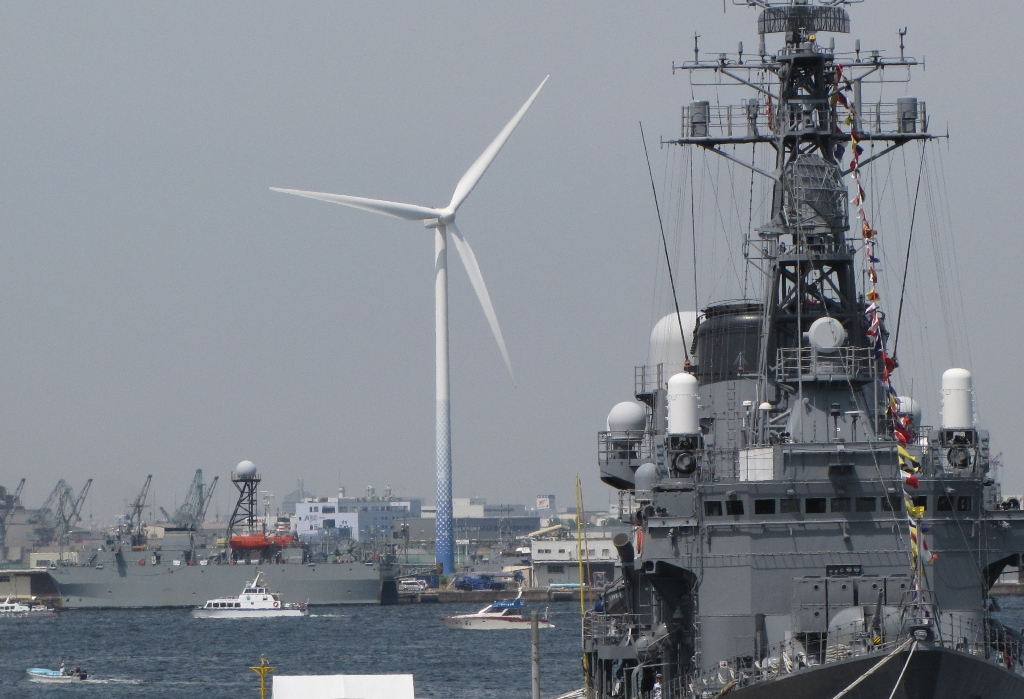
ハマウィング

- 最大面積 菅田町（3.0 km2）
- 最小面積 大野町（0.024 km2）
- 最高地点 菅田町（77.30 m）
- 最低地点 子安通（0.40 m）
- 最北端 松見町4丁目
- 最南端 瑞穂町（瑞穂埠頭）
- 最東端 宝町
- 最西端 菅田町

- 湖沼・河川・運河 - 白幡池、入江川、新田間川（あらたまがわ）、帷子川（かたびらがわ）、鳥山川、砂田川、滝の川、恵比須運河、宝運河

2006年（平成18年）10月23日に羽沢町の一部が羽沢南1〜4丁目に分割されたため、現在の最大面積は菅田町である。
JR東神奈川駅・京急東神奈川駅周辺はかなっくシティと呼ばれ、再開発が行われている。2009年（平成11年）10月には、JR東神奈川駅東口にフィットネスクラブなどの入った大型ショッピングモール（駅ビル）が完成した。

### 臨海部
概ね第二京浜より海側
旧東海道沿いには寺社や旧跡が多く点在し、往時をしのばせる。海岸線の殆どは埋立地で、京浜工業地帯の一部であり、多数の工業施設や、横浜市中央卸売市場本場、神奈川郵便局などの横浜市を支える施設が集中している。そのため、入江川は国道15号をくぐると枝分かれして運河になり、工場を縫う様に貨物線も通っている。AV機器で有名なJVCケンウッド（旧・日本ビクター）の本社もこの地域にある。
大野町・金港町・栄町はヨコハマポートサイド地区として再開発が行われ、オフィスビルや高層マンションが多く建ち並ぶ地区となった。2000年代前半には屋上の塔屋が特徴的なツインマンション「ザ・ヨコハマ・タワーズ」（約140m）が完成、2006年（平成18年）には金港町に大型商業施設「横浜ベイクォーター」が完成した。また、その他の高層マンションとして2007年（平成19年）には「ナビューレ横浜 タワーレジデンス」（約150m・ベイクォーターに隣接）、「パークタワー横浜ステーションプレミア」（約140m）、2008年（平成20年）には「パークタワー横浜ポートサイド」（約119m）が完成、続いてベイクォーターに隣接するオフィスビルとして2009年（平成21年）に「横浜ダイヤビルディング」（約157m）が完成している。
さらに中央卸売市場本場を隔てた山内町・橋本町にも開発の波が広がり、コットンハーバー地区として再開発が行われている。この山内埠頭から東神奈川駅へ至る地域は「東神奈川まち・海軸」として、横浜市の重点整備地域に指定されており、2015年（平成27年）に策定された横浜市都心臨海部再生マスタープランにおいては五地区のうちの一つ「東神奈川臨海部周辺地区」にも含まれている。また、京急神奈川新町駅から新浦島町へ至る地域は「神奈川新町・新浦島町軸」として、道路・歩道の整備が行われる予定である。
第一京浜、第二京浜沿いにはオフィスビル・雑居ビル・商店・住宅などが立ち並んでいる。第一京浜よりさらに海側には、臨港幹線道路が整備中である。
この地域は、中区山下町〜みなとみらい地区〜新町と続く、横浜港を取り囲む臨海部の再開発地帯の一部分となっている。地域の発展に備え、東海道貨物支線を旅客化する構想も上がっている。
横浜港の正面に位置する米軍の瑞穂埠頭（横浜ノース・ドック）がある。

### 内陸部
概ね第二京浜から新横浜通りまで
古くからの住宅密集地帯が多く、細く狭い道や急な山坂が多いのが特徴。東急東横線・JR横浜線・横浜市営地下鉄ブルーライン（3号線）沿線、幹線道路沿いに商業施設・住宅が広がる。
横浜線大口駅から京急子安駅まで続く大口通商店街は、市内で一番長い商店街である。東横線白楽駅目の前の六角橋商店街は、戦前から続く市内有数の商店街の一つで、かつては横浜市電の終点があり、買い物客で溢れた時代もあった。現在は学生街として、昭和の面影を残す商店街として、ドラマの舞台になったりと有名である。学生が多い為かラーメン屋が比較的多い。
1930年（昭和5年）には横浜専門学校（現：神奈川大学）が、東横線の開通によって発展が見込まれた当地域に移転した。また、六角橋には杉山大神があり、この神社の秋の祭礼は盛大で有名である。
市営地下鉄三ツ沢下町駅から三ツ沢上町駅へ続く三ツ沢商店街は、市営地下鉄が開通する前から賑っており、現在でも近所の住民の買い物の場として現役である。
南端部の鶴屋町は横浜駅と隣接し、駅周辺のオフィス街・繁華街の一部となっている。2020年（令和2年）には駅ビルであるJR横浜タワーの別館としてJR横浜鶴屋町ビルが開業した。

### 丘陵部
概ね新横浜通りより山側
第三京浜が縦断しているこの地域は、主に住宅が広がっている。元々広い耕地や里山だった所は、大きな団地や社宅となっており、今後もさらに宅地化が見込まれる地域である。旧城郷村域の神大寺・片倉・三枚町・菅田町・羽沢町には市街化調整区域を中心に農地や農家が多く残っており、のどかな雰囲気がある。菅田町、羽沢町には、「農業専用地区」が設定されている。農業参照
昭和30年代までは現在の片倉町駅や神奈川大学下など水田が広がっており、夏にはホタルが飛び交うのどかな情景が見られたほどであった。この地域には駅がないので、最も近い横浜市営地下鉄の片倉町駅にはバスターミナルが設けられており、また、横浜駅まで直接出られるバスも多い。
羽沢町にはJR東海道本線の貨物線が通っており、1979年（昭和54年）10月1日に横浜羽沢駅が、2019年（令和元年）11月30日には羽沢横浜国大駅が、それぞれ開業した。

### 住宅団地
- UR 青木通団地（幸ケ谷 市街地住宅 賃貸58 1959年）
- UR 高島台団地（高島台、賃貸136 1958年）
- UR 西寺尾団地（西寺尾、賃貸216 1960年）
- UR 東神奈川団地（東神奈川 市街地住宅 賃貸24 1959年）
- UR 立町団地（立町、分譲40 1958年）
- UR 北原団地（六角橋、賃貸350 1958年）
- UR ガーデン山団地（三ツ沢下町）
- UR 西菅田団地（菅田）
- UR 宮向団地（羽沢町）
- UR 片倉台団地（片倉）
- UR 南神大寺団地（神大寺）
- UR 西神大寺住宅（神大寺）
- UR アルテ横浜（大野町、旧住宅・都市整備公団, マイケル・グレイブス）、超高層群、1992年）
- 市営住宅 テラスハウス西大口
- 市営住宅 菅田ハイツ
- 市営住宅 西台町
- 市営住宅 ルグラン21
- 市営住宅 グリーンヒル三ツ沢
- 市営住宅 三ツ沢中町ハイツ
- 市営住宅 栗田谷ヒルズ
- 市営住宅 フローラ神大寺
- 市営住宅 神大寺ハイツ
- 県営浦島ヶ丘団地（浦島丘4-14外）
- 菅田スカイヴィレッジ（菅田町1600番地 県営借上公共賃貸住宅）
- 県営グリーンヒル片倉（片倉町4-11外）
- 県営羽沢グリーンハイツ（羽沢町917外）
- 県営アーバンヒルズ浦島（浦島丘）
- 県営山王森ハイツ（三枚町）
- 県公社栗田谷共同住宅（栗田谷）
- 高島台団地（横浜市・神奈川区）

## 歴史

### 中世以前
- 534年、武蔵国四つの屯倉の一つに後に橘樹郡となる橘樹屯倉あり。
- 1191年（建久2年）、源頼朝が現在の青木町に洲崎大神を創建。
- 1266年（文永3年）、北条時宗下文に「神奈河」と記される。
- 1476年（文明8年）、小机城の戦い。
- 1510年（永正7年）、権現山の戦い。
- 1524年（大永4年）、多米元興、青木城主となる。
- 1544年（天文13年）、平尾内膳が東光寺を二ッ谷に建立。
- 1557年（弘治3年）、多米元興、三河国八名郡多米（愛知県豊橋市）から菩提寺本顕寺を移し豊顕寺（ぶけんじ）と改める。
- 1601年（慶長6年）、武蔵国橘樹郡に神奈川宿が置かれる。

### 江戸時代
- 1622年（元和8年）、徳川幕府が神奈川御殿・神奈川陣屋を造営。
- 1649年（慶安2年）、武蔵国一円に大地震。
- 1720年（享保5年）、豊顕寺に三ツ沢壇林開講（壇林とは僧侶の学校）。
- 1853年（嘉永6年）、ペリー来航に伴い、幕府が神奈川の警備を平戸藩に命じる。
- 1854年（嘉永7年、安政元年）、神奈川宿警備のために、播州明石藩士5,600人が「青木本陣浦賀仮御役所」に来所。
- 1857年（安政4年）、松山藩主松平勝善に、神奈川台場整備命令。
- 1858年（安政5年）、神奈川沖・小柴（横浜市八景島周辺）のポウハタン号上で調印締結された日米修好通商条約によって開港場と定められる（実際に開港したのは横浜）。
- 1859年（安政6年）5月（旧暦）、勝海舟の指導で松山藩により神奈川台場工事開始。
  - 6月4日、神奈川奉行所が設置される（奉行役所は戸部村（現西区紅葉ヶ丘）に設置。神奈川宿青木町に会所を設置）。
  - ヘボン式ローマ字の創始者ジェームス・ヘボンが成仏寺に居住（1862年に横浜居留地39番へ転居）。
- 1860年（安政7年、万延元年）、神奈川台場完成。
- 1863年（文久3年）1月1日（旧暦）、高杉晋作らが外国人襲撃を企て、神奈川宿・旅籠下田屋に集結するが、計画が漏れていた為中止。

### 明治・大正
- 1868年（慶応4年、明治元年）6月17日（旧暦）、神奈川府が設置され、旧神奈川奉行所の管轄区域が同府の管轄となる。
  - 9月21日、神奈川府から神奈川県へ名称変更。
- 1870年（明治3年）、神奈川・川崎間人力車営業開始。
- 1871年（明治4年）7月14日（旧暦）、廃藩置県。神奈川県は引き続き存続。
- 1872年（明治5年）9月12日（旧暦）、工部省鉄道寮により、新橋・横浜間の鉄道が正式開業する（現：東海道線、京浜東北・根岸線）。
  - 実際の営業開始は品川・横浜間で5月7日（旧暦）。6月5日（旧暦）に神奈川駅開設。
- 1878年（明治12年）7月22日、郡区町村編制法により行政区画としての橘樹郡が編成され、橘樹郡役所が神奈川町に設置される。
- 1889年（明治22年）4月1日、市制施行により横浜市が誕生。町村制により、青木町・神奈川町・芝生村が合併し、神奈川町となる。
- 1892年（明治25年）2月5日、橘樹郡小机村（9大字）が村議会協議の結果、城郷村と改称する。
- 1900年（明治33年）、神奈川町埋地の遊廓が反町へ移転（反町遊廓）。
- 1901年（明治34年）4月1日、神奈川町が横浜市に合併される。
- 1904年（明治37年）7月15日、横浜市電の前身、横浜電気鉄道により、神奈川・大江橋間が開業。
- 1907年（明治40年）、市営三ツ沢墓地設立。
- 1908年（明治41年）9月23日、JR横浜線の前身、横浜鉄道により、東神奈川・八王子間が開通。同日、東神奈川駅開業。
- 1910年（明治43年）、神奈川町立実業補習学校設立。捜真女学校が中区山手から中丸へ移転。
- 1914年（大正3年）、神奈川県立第二横浜中学校（現：横浜翠嵐高校）開校。
- 1917年（大正6年）、横浜鉄道が鉄道院に買収される。
- 1919年（大正8年）、市設二ッ谷小売市場開設。
- 1920年（大正9年）、浅野綜合中学校開校。
- 1923年（大正12年）9月1日、関東大震災。豊顕寺三ツ沢壇林倒壊。神奈川区役所全壊により戸籍簿など全消失。
- 1926年（大正15年）2月14日、東京横浜電鉄（現東急東横線）、丸子多摩川・神奈川間が開通（1927年に丸子多摩川・渋谷間開通）。

### 昭和
- 1927年（昭和2年）10月1日、区制施行により神奈川区となる。
- 1928年（昭和3年）3月、横浜市電の終点となる六角橋停留所設置。
  - 10月15日、横浜駅の移転により東海道本線神奈川駅が廃止。
- 1929年（昭和4年）、上無川が埋立てられる。
- 1930年（昭和5年）、横浜専門学校（現：神奈川大学）が六角橋町字宮面の丘陵に移転してくる。
  - 神奈川会館開館。
  - 神奈川公園開園。
- 1931年（昭和6年）、横浜市中央卸売市場（現・横浜市中央卸売市場本場）が山内町に開設。
- 1932年（昭和7年）、東京横浜電鉄が桜木町まで延伸。渋谷・桜木町間の全線が開通する。
- 1939年（昭和4年）、神奈川県護國神社の創建を開始（戦前から招魂社が建っていた）。
- 1941年（昭和16年）12月8日、太平洋戦争開戦。
- 1942年（昭和17年）、米陸軍B29による神奈川区初空襲。
- 1944年（昭和19年）、幸ヶ谷国民学校内に区役所が疎開。
- 1945年（昭和20年）5月29日、横浜大空襲。空襲により神奈川県護國神社、東神奈川駅焼失。
  - 5月27日、神橋国民学校児童、片倉長遠寺で疎開授業開始。
  - 6月1日、東横線新太田町駅が休止される。
  - 9月2日、終戦。区役所庁舎が米国に接収される。
- 1946年（昭和21年）2月19日、昭和天皇が戦後初の巡幸で、市内で最も復興が早かった大口通商店街を視察。
- 1947年（昭和22年）、横浜線大口駅開業。
- 1948年（昭和23年）、三ツ沢公園コート開場。
- 1949年（昭和24年）、横浜貿易博覧会、反町で開催。
  - 10月、神奈川県護國神社跡地に三ツ沢公園が開園。
- 1950年（昭和25年）4月8日、東横線神奈川駅が廃止される。
- 1951年（昭和26年）、日米陸上競技大会、三ツ沢グランドで開催。
- 1953年（昭和28年）、三ツ沢公園内に横浜市戦没者慰霊塔が建てられる。
- 1955年（昭和30年）、第8回国民体育大会、三ツ沢グランドで開催。
- 1964年（昭和39年）、区総合庁舎が広台太田町に完成。
- 1965年（昭和40年）、第三京浜開通。
- 1968年（昭和43年）、横浜市電の六角橋線・浅間線廃止。
- 1972年（昭和47年）、米軍、岸根キャンプを市に返還（現：岸根公園（港北区））。
- 1976年（昭和51年）、横浜新貨物線開通。
- 1977年（昭和52年）、住宅化が進み、滝野川源流（片倉・六角橋間）暗渠化。
- 1981年（昭和56年）、神大寺地区センター開館。
- 1983年（昭和58年）、神奈川会館解体。
  - 豊顕寺市民の森、滝野川プロムナード設置。
- 1985年（昭和60年）、大野町・金港町・栄町を「ポートサイド地区」[2]として再開発が始まる。
- 1986年（昭和61年）、神奈川地区センターが開館。
- 1987年（昭和62年）、神奈川図書館が開館。

### 平成
- 2004年（平成16年）1月31日、東横線東白楽から横浜方が地下化される。
（1月30日に高島町・桜木町廃止。2月1日、横浜駅からみなとみらい線と直通運転）
- 2005年（平成17年）、山内町・橋本町の再開発が始まる。
- 2006年（平成18年）8月24日、金港町に「横浜ベイクォーター」が完成。
- 2011年（平成22年）4月16日、地下化して撤去された東横線地上部を再整備した東横フラワー緑道が開通。

### 令和
- 2019年（令和元年）11月30日、相模鉄道・JR東日本羽沢横浜国大駅開業。相鉄新横浜線西谷駅 - 羽沢横浜国大駅間開通。

### 神奈川宿
- 1601年（慶長6年）に設置された東海道五十三次の宿場の一つ。宿場の中央を流れる滝の川を境に神奈川町・青木町の両地域に分かれる。

また、隣接する保土ヶ谷宿との中間にある芝生村（現・西区浅間町）が立場として栄えた。
隣の宿場
川崎宿 - 神奈川宿 - 保土ヶ谷宿

### 区域の変遷
- 1927年（昭和2年）10月1日、横浜市の区制施行により成立。旧横浜区平沼町、旧橘樹郡神奈川町・城郷村・大綱村の全域、および旭村大字師岡・西寺尾と保土ケ谷町大字岡野新田、久良岐郡戸太町大字平沼新田の地域が区域となる。
- 1937年（昭和12年）4月1日、橘樹郡日吉村大字駒林・駒ケ橋・箕輪の全域および矢上・南加瀬の各一部を編入。
- 1939年（昭和14年）4月1日、大綱・日吉・師岡ならびに城郷地区の内小机町・鳥山町の各地区を港北区へ分区。
- 1943年（昭和18年）12月1日、戸部警察署管内の地域を中区に編入（現在の西区北部）。

### 地名の由来
「神奈川」の由来には諸説あるが、過去によく知られているものは、いずれも民間語源説であるという。
- 昔、神奈川宿の西の町と仲の町の間に小川があった。その川は水源が解らないので、上（かみ）がない川、上無川（かみなしがわ）と呼ばれていた。いつからか、文字が脱落して「かな川」と呼ぶようになった。これは江戸期の文人が、江戸の品川を下無川、神奈川を上無川とペア地名と見たものという。

- 日本武尊が東方へ赴く際、上無川で船出の用意をしていた。乗船の時、倭姫命に貰った宝剣が水面に映り、金色に輝いたので、この地を金川（かながわ）と名付けた。その後、源頼朝がこの地を訪れた時、金川の風光を賞し、「金は西の方角を司ると言う。西は上にあたり、皇城の方角でもある。ここは神が大いに示す地である。」と言い、大いに示すを「奈」の字とし、金川から「神奈川」となった。これも地名伝説のひとつである。

- 古文書には、「神奈河・神名川・上無川・狩野川・かの川・かな川」などと記されており、これらが変化して「神奈川」になったと言われている。「かの」川のと表記もあるところから、伊豆の狩野川、群馬の神流川などと同義で、「曲がった」川などの可能性もある。（櫻井澄夫の説）。吉田東伍などは、神奈川とは滝野川のことで、上無川とは考えていない。地域を代表する川の名が地名、集落名になったであろうとの考えが地名研究家の間では強い。

その他の地名
区内の町名は、古くからの地名に因むものや、東海道と神奈川宿に因む歴史的な町名が多い。

- 「出田町」・「大野町」・「鈴繁町」・「橋本町」・「星野町」・「守屋町」・「山内町」という臨海部の町名は、海岸沿いを埋め立てた開発者の名に因む。

- 「ガーデン山」という三ツ沢にある地名は、大正期から第二次世界大戦まで、東京で証券会社を経営していた大澤幸次郎の屋敷に、息子の大澤幸雄が植物園や小動物園を建て、市民にも開放していた「横濱ガーデン」という5万坪もの広大な庭園があったことからきている。

- 神大寺と羽沢町には、戦国武将太田道灌が小机城攻めの折に軍を率いて立ち寄ったとの伝説を持つ「道灌森」・「赤田谷戸」・「磔原」・「九養塚」・「硯松」・「十三塚」などの地名が残されているが、これらもいわゆる民間語源説と言われている。例えば「十三塚」には民俗学の方面からの研究があり、戦国期の戦闘とは関係がない。

- 区西部の旧農村部には、「日枝橋」・「谷戸田」・「下耕地」・「道慶谷戸」・「熊野堂」・「猿渡」・「狐谷戸」・「深田」など、かつての農村時代をしのばせる名や伝説などに因んだ区画の名前があった。これらは町名からは消えてしまったが、交差点名やバス停名として、今でも残っているものもある。

- 「青木町」という京急神奈川駅の海側にある地名は、源頼朝が創建した洲崎神社の境内にあった御神木のアオキから来ていると言われている。

- 「高島台」という京急神奈川駅の山側にある地名は、江戸時代に横浜に大きく貢献した、高島嘉右衛門の屋敷があったことに因む。当時、この台地は高島山と呼ばれていた。

高島嘉右衛門とは、開港後の横浜で近代化に欠かせないインフラ（ガス、上・下水道、電気）の敷設に寄与し、新橋・横浜間の鉄道用地捻出のために、神奈川（青木町）から横浜（野毛浦）までの、約1.4 kmの埋め立てを行った人物。西区の高島町（現：高島）も同源である。

## 人口
- 1930年 133,777
- 1935年 155,908
- 1940年 169,408
- 1945年  62,573
- 1947年  85,456
- 1950年 107,068
- 1955年 142,797
- 1960年 172,068
- 1965年 196,258
- 1970年 207,362
- 1975年 213,645
- 1980年 201,794
- 1985年 201,062
- 1990年 205,510
- 1995年 206,158
- 2000年 210,724
- 2005年 221,845
- 2010年 233,429
- 2015年 238,966
- 2020年  245,036

## 町名
神奈川区内では、一部の地域で住居表示に関する法律に基づく住居表示が実施されている。土地区画整理事業が行われて新設された町においては住居表示は実施されていない。
| 町名           | よみ                 | 設置年月日     | 住居表示実施年月日 | 住居表示実施直前の町名 | 備考       |
| -------------- | -------------------- | -------------- | ------------------ | ---------------------- | ---------- |
| 西寺尾一丁目   | にしてらお           | 1981年7月27日  | 1981年7月27日      |                        |            |
| 西寺尾二丁目   | にしてらお           | 1981年7月27日  | 1981年7月27日      |                        |            |
| 西寺尾三丁目   | にしてらお           | 1981年7月27日  | 1981年7月27日      |                        |            |
| 西寺尾四丁目   | にしてらお           | 1981年7月27日  | 1981年7月27日      |                        |            |
| 松見町         | まつみちょう         | 1963年10月16日 | 未実施             |                        | 字丁目あり |
| 新子安一丁目   | しんこやす           | 1966年5月1日   | 1966年5月1日       |                        |            |
| 新子安二丁目   | しんこやす           | 1966年5月1日   | 1966年5月1日       |                        |            |
| 子安台一丁目   | こやすだい           | 1967年5月1日   | 1967年5月1日       |                        |            |
| 子安台二丁目   | こやすだい           | 1967年5月1日   | 1967年5月1日       |                        |            |
| 神之木町       | かみのきちょう       | 1966年5月1日   | 1966年5月1日       |                        |            |
| 神之木台       | かみのきだい         | 1967年5月1日   | 1967年5月1日       |                        |            |
| 子安通         | こやすどおり         | 1936年11月1日  | 未実施             |                        | 字丁目あり |
| 入江一丁目     | いりえ               | 1966年5月1日   | 1966年5月1日       |                        |            |
| 入江二丁目     | いりえ               | 1966年5月1日   | 1966年5月1日       |                        |            |
| 守屋町         | もりやちょう         | 1918年10月15日 | 未実施             |                        | 字丁目あり |
| 恵比須町       | えびすちょう         | 1933年3月22日  | 未実施             |                        |            |
| 宝町           | たからちょう         | 1937年3月12日  | 未実施             |                        |            |
| 西大口         | にしおおぐち         | 1936年11月1日  | 未実施             |                        |            |
| 大口仲町       | おおぐちなかちょう   | 1936年11月1日  | 未実施             |                        |            |
| 大口通         | おおぐちどおり       | 1936年11月1日  | 未実施             |                        |            |
| 七島町         | ななしまちょう       | 1936年11月1日  | 未実施             |                        |            |
| 白幡町         | しらはたちょう       | 1927年4月1日   | 1991年11月11日     |                        |            |
| 白幡東町       | しらはたひがしちょう | 1943年2月1日   | 1991年11月11日     |                        |            |
| 白幡西町       | しらはたにしちょう   | 1943年2月1日   | 1991年11月11日     |                        |            |
| 白幡南町       | しらはたみなみちょう | 1943年2月1日   | 1991年11月11日     |                        |            |
| 白幡上町       | しらはたかみちょう   | 1943年2月1日   | 1991年11月11日     |                        |            |
| 白幡仲町       | しらはたなかちょう   | 1943年2月1日   | 1991年11月11日     |                        |            |
| 白幡向町       | しらはたむかいちょう | 1943年2月1日   | 1991年11月11日     |                        |            |
| 浦島丘         | うらしまおか         | 1932年1月1日   | 未実施             |                        |            |
| 鳥越           | とりごえ             | 1932年1月1日   | 未実施             |                        |            |
| 立町           | たてまち             | 1932年1月1日   | 未実施             |                        |            |
| 富家町         | とみやちょう         | 1932年1月1日   | 未実施             |                        |            |
| 西神奈川一丁目 | にしかながわ         | 1978年9月10日  | 未実施             |                        |            |
| 西神奈川二丁目 | にしかながわ         | 1978年9月10日  | 未実施             |                        |            |
| 西神奈川三丁目 | にしかながわ         | 1978年9月10日  | 未実施             |                        |            |
| 二ツ谷町       | ふたつやちょう       | 1932年1月1日   | 未実施             |                        |            |
| 台町           | だいまち             | 1932年1月1日   | 未実施             |                        |            |
| 鶴屋町         | つるやちょう         | 1932年1月1日   | 未実施             |                        | 字丁目あり |
| 金港町         | きんこうちょう       | 1944年2月1日   | 未実施             |                        |            |
| 幸ケ谷         | こうがや             | 1932年1月1日   | 未実施             |                        |            |
| 亀住町         | かめずみちょう       | 1932年1月1日   | 未実施             |                        |            |
| 栄町           | さかえちょう         | 1932年1月1日   | 未実施             |                        |            |
| 山内町         | やまのうちちょう     | 1906年4月10日  | 未実施             |                        |            |
| 星野町         | ほしのちょう         | 1906年10月16日 | 未実施             |                        |            |
| 新浦島町       | しんうらしまちょう   | 1910年2月15日  | 未実施             |                        | 字丁目あり |
| 出田町         | いずだちょう         | 1927年8月30日  | 未実施             |                        |            |
| 橋本町         | はしもとちょう       | 1909年4月13日  | 未実施             |                        | 字丁目あり |
| 千若町         | ちわかちょう         | 1912年3月12日  | 未実施             |                        | 字丁目あり |
| 大野町         | おおのちょう         | 1905年1月17日  | 未実施             |                        |            |
| 桐畑           | きりばたけ           | 1932年1月1日   | 未実施             |                        |            |
| 高島台         | たかしまだい         | 1932年1月1日   | 未実施             |                        |            |
| 上反町         | かみたんまち         | 1932年1月1日   | 未実施             |                        | 字丁目あり |
| 沢渡           | さわたり             | 1932年1月1日   | 未実施             |                        |            |
| 泉町           | いずみちょう         | 1932年1月1日   | 未実施             |                        |            |
| 松ケ丘         | まつがおか           | 1932年1月1日   | 未実施             |                        |            |
| 反町           | たんまち             | 1932年1月1日   | 未実施             |                        | 字丁目あり |
| 松本町         | まつもとちょう       | 1932年1月1日   | 未実施             |                        | 字丁目あり |
| 栗田谷         | くりたや             | 1932年1月1日   | 2000年10月23日     |                        |            |
| 旭ケ丘         | あさひがおか         | 1932年1月1日   | 1999年10月25日     |                        |            |
| 広台太田町     | ひろだいおおたまち   | 1932年1月1日   | 未実施             |                        |            |
| 三ツ沢東町     | みつざわひがしまち   | 1932年1月1日   | 1970年6月1日       |                        |            |
| 三ツ沢西町     | みつざわにしまち     | 1932年1月1日   | 1970年6月1日       |                        |            |
| 三ツ沢南町     | みつざわみなみまち   | 1932年1月1日   | 1970年6月1日       |                        |            |
| 三ツ沢上町     | みつざわかみまち     | 1932年1月1日   | 1970年6月1日       |                        |            |
| 三ツ沢中町     | みつざわなかまち     | 1932年1月1日   | 1970年6月1日       |                        |            |
| 三ツ沢下町     | みつざわしもまち     | 1932年1月1日   | 1970年6月1日       |                        |            |
| 二本榎         | にほんえのき         | 1932年1月1日   | 1999年10月25日     |                        |            |
| 中丸           | なかまる             | 1932年1月1日   | 未実施             |                        |            |
| 斎藤分町       | さいとうぶんちょう   | 1932年1月1日   | 2000年10月23日     |                        |            |
| 平川町         | ひらかわちょう       | 1932年1月1日   | 未実施             |                        |            |
| 白楽           | はくらく             | 1932年1月1日   | 未実施             |                        |            |
| 六角橋一丁目   | ろっかくばし         | 1965年7月1日   | 1965年7月1日       |                        |            |
| 六角橋二丁目   | ろっかくばし         | 1965年7月1日   | 1965年7月1日       |                        |            |
| 六角橋三丁目   | ろっかくばし         | 1965年7月1日   | 1965年7月1日       |                        |            |
| 六角橋四丁目   | ろっかくばし         | 1965年7月1日   | 1965年7月1日       |                        |            |
| 六角橋五丁目   | ろっかくばし         | 1965年7月1日   | 1965年7月1日       |                        |            |
| 六角橋六丁目   | ろっかくばし         | 1965年7月1日   | 1965年7月1日       |                        |            |
| 神大寺一丁目   | かんだいじ           | 1984年7月23日  | 1984年7月23日      |                        |            |
| 神大寺二丁目   | かんだいじ           | 1984年7月23日  | 1984年7月23日      |                        |            |
| 神大寺三丁目   | かんだいじ           | 1984年7月23日  | 1984年7月23日      |                        |            |
| 神大寺四丁目   | かんだいじ           | 1984年7月23日  | 1984年7月23日      |                        |            |
| 片倉一丁目     | かたくら             | 1984年7月23日  | 1984年7月23日      |                        |            |
| 片倉二丁目     | かたくら             | 2002年10月28日 | 2002年10月28日     |                        |            |
| 片倉三丁目     | かたくら             | 2003年10月27日 | 2003年10月27日     |                        |            |
| 片倉四丁目     | かたくら             | 2003年10月27日 | 2003年10月27日     |                        |            |
| 片倉五丁目     | かたくら             | 2003年10月27日 | 2003年10月27日     |                        |            |
| 三枚町         | さんまいちょう       | 1927年4月1日   | 未実施             |                        |            |
| 菅田町         | すげたちょう         | 1927年4月1日   | 未実施             |                        |            |
| 羽沢町         | はざわちょう         | 1927年4月1日   | 未実施             |                        |            |
| 羽沢南一丁目   | はざわみなみ         | 2006年10月23日 | 2006年10月23日     |                        |            |
| 羽沢南二丁目   | はざわみなみ         | 2006年10月23日 | 2006年10月23日     |                        |            |
| 羽沢南三丁目   | はざわみなみ         | 2006年10月23日 | 2006年10月23日     |                        |            |
| 羽沢南四丁目   | はざわみなみ         | 2006年10月23日 | 2006年10月23日     |                        |            |
| 神奈川一丁目   | かながわ             | 1978年2月5日   | 未実施             |                        |            |
| 神奈川二丁目   | かながわ             | 1976年1月18日  | 未実施             |                        |            |
| 神奈川本町     | かながわほんちょう   | 1976年1月18日  | 未実施             |                        |            |
| 東神奈川一丁目 | ひがしかながわ       | 1976年1月18日  | 未実施             |                        |            |
| 東神奈川二丁目 | ひがしかながわ       | 1976年1月18日  | 未実施             |                        |            |
| 新町           | しんまち             | 1976年1月18日  | 未実施             |                        |            |
| 浦島町         | うらしまちょう       | 1976年1月18日  | 未実施             |                        |            |
| 青木町         | あおきちょう         | 1978年2月5日   | 未実施             |                        |            |
| 瑞穂町         | みずほちょう         | 1936年5月10日  | 未実施             |                        |            |
| 鈴繁町         | すずしげちょう       | 1958年4月1日   | 未実施             |                        |            |

## 経済

### 工業など
臨海部は京浜工業地帯の一角を成しており、多数の重化学工場や市の施設などが存在する。
- 日亜化学工業株式会社 横浜研究所
- JVCケンウッド（旧・日本ビクター）本社工場・入江工場
- 日産自動車横浜工場第1地区・第2地区・第5地区（登記上の本店）
- ENEOS横浜製造所第4工場
- ニップン横浜工場
- レゾナック横浜事業所横浜工場
- 千代田化工建設千代田リサーチパーク
- 横浜市下水道河川局神奈川水再生センター
- マツダR&Dセンター横浜（元 フォード・モーター子安工場）

### 農業

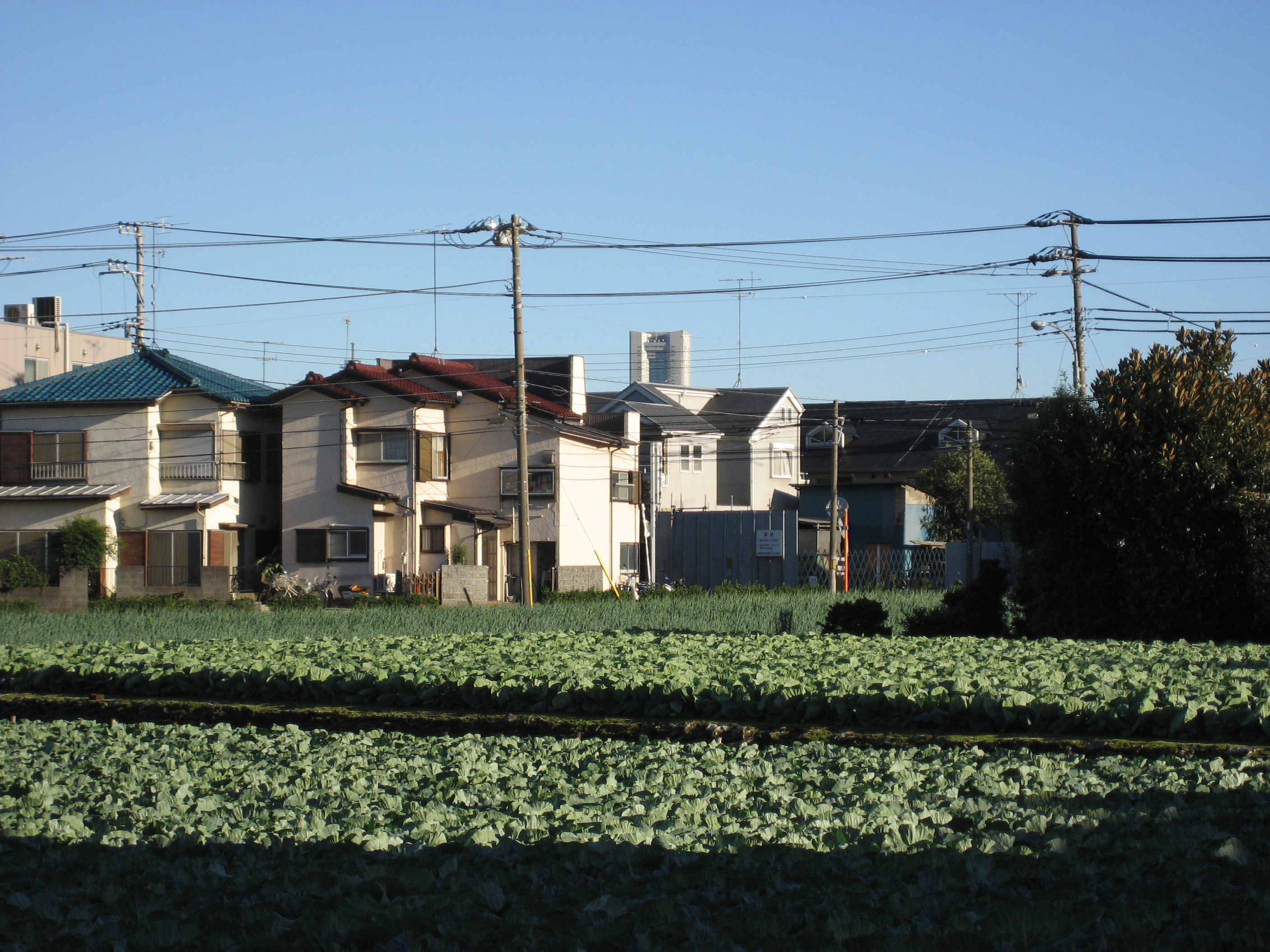
キャベツ畑とランドマークタワー（上部）

区の内陸に位置する旧城郷村地域（現：六角橋・神大寺・片倉・三枚・菅田・羽沢）は、農村であり、田園地帯が広がっていた。「谷戸田」と呼ばれる谷あいの湿田で米麦の栽培を行っていたが、条件は極めて悪く、収量もそれほど多くなかった。そのため、明治・大正期には、丘陵に広がる畑で大根（特に、片倉・神大寺の黒葉大根）や植木（菅田）の生産など蔬菜・園芸中心の近郊農業が定着した。
戦後、第三京浜・横浜市営地下鉄などの開通によって進んだ住宅化で、現在は都市農業となったが、「菅田・羽沢農業専用地区」を中心に、横浜ブランド農産物の生産が行われており、横浜キャベツは市内一の生産量を誇る。また、地神講、稲荷講、念仏講など各種農村文化も健在である。
農業専用地区は、農産物の供給、自然や田園環境の保全だけでなく、災害時の防災空間としての役目も負っている。現在、横浜市には菅田・羽沢地区を含め、26地区、約1011haの農業専用地区がある。
- JA横浜神奈川支店・菅田支店・神奈川地区営農センター

### 商業
- 横浜市中央卸売市場本場
- 横浜ベイクォーター

#### 金融
区内には指定機関である横浜銀行を始め、神奈川銀行、静岡銀行、東日本銀行、北陸銀行、横浜信用金庫、かながわ信用金庫、農協（JAバンク）がある。なお、信用組合は1997年（平成9年）以降立地していない。

#### スーパーマーケット
- プラザ栄光生鮮館 ポートサイド店
- プラザ栄光生鮮館 コットンハーバー店
- ユーコープ 片倉店・神大寺店・白幡店
- トップパルケ 反町店
- トップフレッシュマーケット 岸根店
- 相鉄ローゼン オルト新子安店
- 食品館あおば 六角橋店
- 業務スーパー 六角橋店
- オーケー 新子安店・西寺尾店
- イオンスタイル東神奈川[注 1]
- ビッグヨーサン 東神奈川店
- マルエツ 東神奈川店
- 文化堂 シァル横浜アネックス店
- スーパー横濱屋 大口店・松見町店
- ライフ 大口店
- スーパーマーケットリコス 大口駅東店
- FUJI 菅田店

このほかに、区内には大小26の商店街が点在している。
- 大口通商店街
- 六角橋商店街 など

また横浜駅西口の繁華街は、首都高速三ツ沢線より北側が神奈川区鶴屋町である。
- 1970年度（昭和45年度）2002年度（平成14年度）までの約32年間に、町内会の約120世帯から、私道の固定資産税と都市計画税を過大に徴収していた。台帳が残る1997-02度年分の約960万円を返還する意向だが、それ以前の分は「算定不能」だと不祥事を起こしている。

## 行政
区長
鈴木茂久(2024年4月1日 - ）
歴代区長
宮崎景（2006年4月1日 - 2009年3月31日）
岡田優子（2009年4月1日 - 2012年3月31日）
川名薫（2012年4月1日 -2014年3月31日）
二宮智美（2014年4月1日 - 2018年3月31日）
高田靖（2018年4月1日 - 2021年3月31日）
日比野政芳（2021年4月1日 - 2024年3月31日）
- 神奈川区総合庁舎
  - 総務部
    - 総務課
    - 区政推進課
    - 地域振興課
    - 戸籍課
    - 税務課
    - 区会計室

  - 福祉保健センター
    - 福祉保健課
    - 保護課
    - こども家庭支援課
    - 高齢・障害支援課
    - 保険年金課
    - 生活衛生課
    - 生活支援課

  - 神奈川県神奈川県税事務所
- かながわ県民センター
  - 神奈川県立かながわ県民活動サポートセンター
- 神奈川県計量検定所
- 横浜市神奈川土木事務所
- 横浜地方法務局神奈川出張所
- 神奈川簡易裁判所
- 横浜税関瑞穂分庁舎
- 国土交通省関東地方整備局横浜国道事務所
- 国土交通省関東地方整備局京浜港湾事務所
- 横浜港湾空港技術調査事務所
- 横浜市みどり環境局北部公園緑地事務所
- 横浜市下水道河川局神奈川水再生センター
- 横浜市資源循環局神奈川事務所

### 警察
- 神奈川県神奈川警察署（横浜市神奈川区神奈川二丁目15番地3）

  - 大口駅前交番
  - 神大寺交番
  - 入江交番
  - 菅田交番
  - 反町交番
  - 西神奈川交番
  - 東神奈川駅前交番
  - 三ツ沢交番
  - 南城郷交番
  - ポートサイド交番
  - 六角橋交番
  - 白幡交番
- 神奈川県警察交通安全センター

### 消防
- 横浜市神奈川消防署（神奈川区総合庁舎内）
  - 浦島消防出張所
  - 菅田消防出張所
  - 片倉消防出張所
  - 松見消防出張所

### 郵便
神奈川区の郵便番号 221-0***（神奈川郵便局管轄）
- 大口駅前郵便局
- オルトヨコハマ内郵便局
- 新浦島町郵便局
- 神奈川白幡郵便局
- 神奈川宮前郵便局
- 東神奈川駅前郵便局
- 横浜入江郵便局
- 横浜大口郵便局
- 横浜ガーデン山郵便局
- 横浜神大寺郵便局
- 横浜片倉郵便局
- 横浜沢渡郵便局
- 横浜新子安郵便局
- 横浜菅田郵便局
- 横浜中央市場内郵便局
- 横浜反町郵便局
- 横浜鶴屋町郵便局
- 横浜西神奈川郵便局
- 横浜西寺尾郵便局
- 横浜羽沢郵便局
- 横浜ポートサイド内郵便局
- 横浜三ッ沢郵便局
- 横浜六角橋郵便局
- 横浜六角橋北郵便局

## 地域

### 教育

#### 大学
神奈川区内の総合大学は神奈川大学一校のみ。区と提携し、「神奈川区民大学」という、区民に向けた講座を開講している。
- 神奈川大学横浜キャンパス
- 情報セキュリティ大学院大学

#### 専門学校
- 学校法人大原学園横浜校
  - 一号館：大原簿記情報ビジネス専門学校横浜校[注 2]
  - 二号館：大原医療秘書福祉保育専門学校横浜校[注 3]
  - 三号館：大原法律公務員専門学校横浜校
  - 四号館：資格の大原横浜校[注 4]
- 学校法人三幸学園
  - 横浜ビューティーアート専門学校
  - 横浜こども専門学校
  - 横浜リゾート&スポーツ専門学校
  - 横浜スイーツ&カフェ専門学校
- 学校法人立志舎
  - 横浜公務員&IT会計専門学校[注 5]
  - 横浜動物専門学校[注 6]
- 情報科学専門学校横浜西口校
- 浅野工学専門学校
- 横浜トリミングスクール
- 横浜医療専門学校
- 横浜調理師専門学校
- 横浜日建工科専門学校

#### 高等学校
- 神奈川県立横浜翠嵐高等学校
- 神奈川県立神奈川工業高等学校
- 神奈川県立神奈川総合高等学校
- 神奈川県立城郷高等学校
- 浅野高等学校
- 横浜創英高等学校
- 神奈川学園高等学校
- 捜真女学校高等学部
- エデュベル学園高等部
- 飛鳥未来高等学校横浜キャンパス
- 第一学院高等学校横浜キャンパス
- あずさ第一高等学校横浜キャンパス

#### 中学校
- 横浜市立松本中学校
- 横浜市立六角橋中学校
- 横浜市立栗田谷中学校
- 横浜市立浦島丘中学校
- 横浜市立神奈川中学校
- 横浜市立錦台中学校
- 横浜市立菅田中学校
- 浅野中学校
- 横浜創英中学校
- 神奈川学園中学校
- 捜真女学校中学部

#### 小学校
- 横浜市立神大寺小学校
- 横浜市立南神大寺小学校
- 横浜市立三ツ沢小学校
- 横浜市立幸ヶ谷小学校
- 横浜市立斎藤分小学校
- 横浜市立神奈川小学校
- 横浜市立浦島小学校
- 横浜市立二谷小学校
- 横浜市立神橋小学校
- 横浜市立中丸小学校
- 横浜市立青木小学校
- 横浜市立羽沢小学校
- 横浜市立菅田の丘小学校
- 横浜市立白幡小学校
- 横浜市立子安小学校
- 横浜市立大口台小学校
- 横浜市立西寺尾小学校
- 横浜市立西寺尾第二小学校
- 捜真小学校
- 精華小学校

#### 特別支援学校
- 横浜市立盲特別支援学校
- 横浜市立浦舟特別支援学校・横浜市立市民病院 院内学級

#### 外国人学校
- 神奈川朝鮮中高級学校（朝鮮学校）
- 横浜朝鮮初級学校（朝鮮学校）

### 公共施設
- 神奈川公会堂
- 神奈川図書館
- 神奈川スポーツセンター
- 神奈川区民文化センター（かなっくホール）
- 神奈川区区民活動支援センター
- 地区センター（公民館の横浜市での呼称）
  - 神大寺地区センター
  - 神奈川地区センター
  - 神之木地区センター
  - 菅田地区センター
  - 白幡地区センター
- 集会所
  - 松見集会所
  - 幸ケ谷集会所
- 地域ケアプラザ
  - 神之木地域ケアプラザ
  - 反町地域ケアプラザ
  - 菅田地域ケアプラザ
  - 片倉三枚地域ケアプラザ
  - 新子安地域ケアプラザ
  - 沢渡三ツ沢地域ケアプラザ
  - 六角橋地域ケアプラザ
- コミュニティハウス
  - 浦島丘中学校コミュニティハウス
  - 神奈川中学校コミュニティハウス
  - 六角橋中学校コミュニティハウス
  - 幸ケ谷公園コミュニティハウス

- 横浜市立市民病院

## 交通

### 鉄道路線
東日本旅客鉄道（JR東日本）
 京浜東北線
- - 東神奈川駅 - 新子安駅 -

 横浜線
- 東神奈川駅 - 大口駅 -

相鉄・JR直通線
- - 羽沢横浜国大駅 -

京浜急行電鉄 (京急)
 京急本線
- - 神奈川駅 - 京急東神奈川駅 - 神奈川新町駅 - 子安駅 - 京急新子安駅 -

（京急東神奈川駅はJR東神奈川駅に隣接し、京急新子安駅はJR新子安駅に隣接している）
東急電鉄
 東横線
- - 反町駅 - 東白楽駅 - 白楽駅 -

相模鉄道（相鉄）
 相鉄新横浜線
- - 羽沢横浜国大駅 -

横浜市営地下鉄
 ブルーライン
- - 片倉町駅 - 三ツ沢上町駅 - 三ツ沢下町駅 -

### 路線バス
- 横浜市営バス
- 神奈川中央交通
- 相鉄バス
- 川崎鶴見臨港バス[注 7]

### 道路

#### 高速道路
2018年（平成30年）現在、首都高横浜環状北線が首都高横羽線生麦JCTから、第三京浜港北ICに開業したが、法隆寺交差点付近に馬場インターチェンジ（仮）ができるため、綱島街道の一部と大田神奈川線の一部（鶴見区上の宮〜法隆寺交差点〜内路交差点〜西寺尾一丁目・二丁目）が拡幅工事中である。
- 第三京浜道路
  - - 羽沢入口
- 首都高速道路 横羽線
  - - 東神奈川出入口 - 子安出入口 - 守屋町出口 -
- 首都高速道路 三ツ沢線
  - - 三ツ沢出入口 -
- 首都高速道路横浜北線
  - - 馬場出入口

#### 国道
- 国道1号（第二京浜）
- 国道15号（第一京浜）

#### 県道
- 神奈川県道2号東京丸子横浜線（綱島街道）
- 神奈川県道12号横浜上麻生線
- 神奈川県道13号横浜生田線（新横浜通り）
- 神奈川県道111号大田神奈川線

#### 市道
- 環状2号線
- 横浜市主要地方道83号青木浅間線（環状1号線）
- 横浜市主要地方道85号鶴見駅三ツ沢線（水道道）
- 横浜市道片倉六角橋線（都市計画道路六角橋線）
- 横浜市道三ツ沢鳥山線（新横浜通り）
- 横浜市道菊名六角橋線（旧綱島街道）
- 横浜市道菅田第286号線（菅田道路）
- 横浜市都市計画道路山下長津田線
- 臨港幹線道路

### 航路
- シーバス （横浜駅東口乗船場）

### ヘリポート
- DHC横浜ヘリポート（鈴繁町）

## 名所・観光スポット・催事
- 東海道神奈川宿
- シーバス（横浜駅東口乗船場）
- 三ツ沢公園

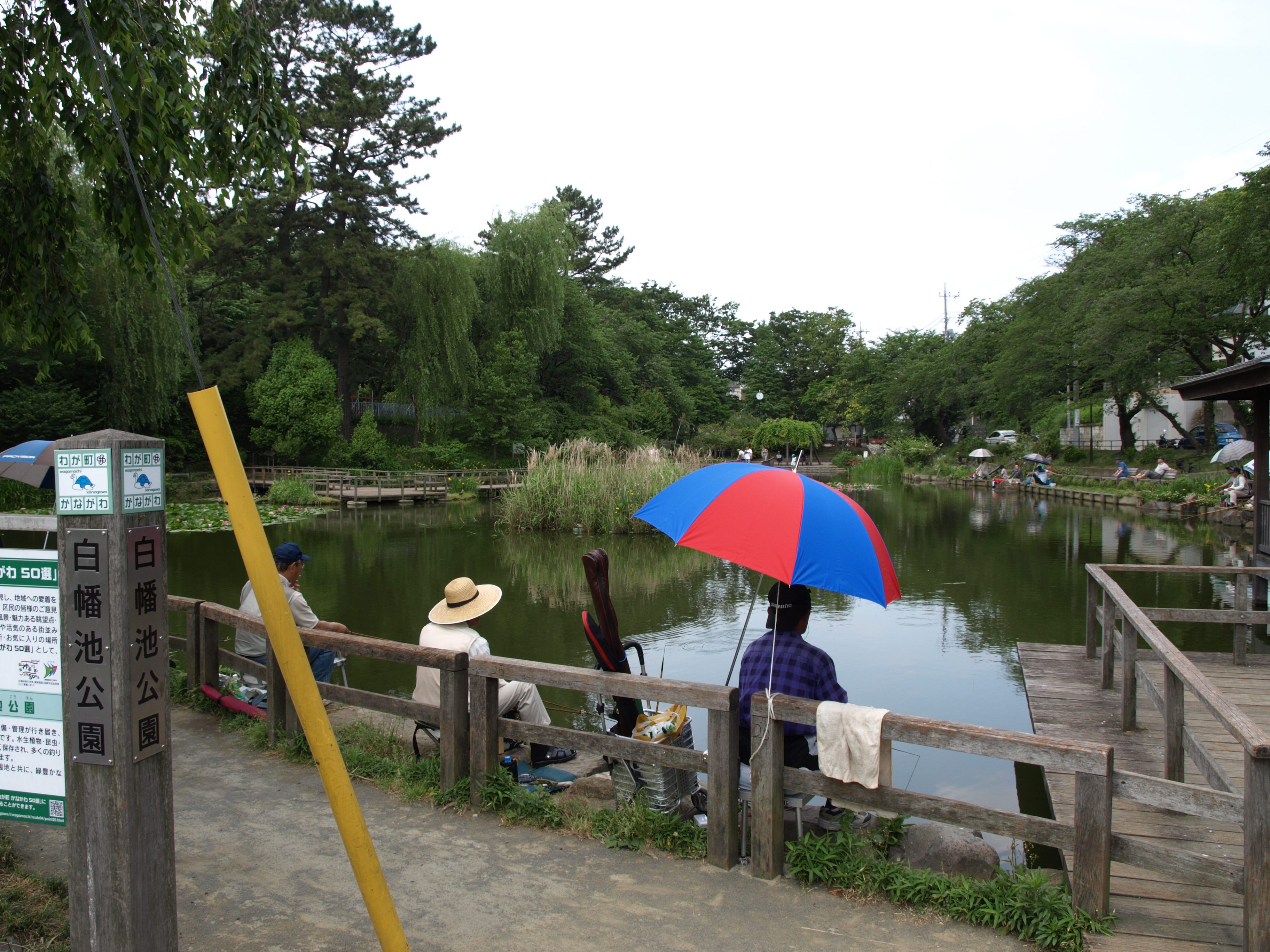
白幡池公園

  - 三ツ沢公園球技場（横浜F・マリノスと横浜FC及び横浜スポーツ&カルチャークラブの本拠地）
  - 三ツ沢公園陸上競技場
- ヨコハマポートサイド
  - ポートサイド公園
- 神奈川公園
- 横浜市中央卸売市場本場
- かなっくシティ
  - かなっくホール
- 州崎大神お浜下り
- 豊顕寺市民の森（桜の名所）
- 塩嘗地蔵
- 菅田熊野堂 富士浅間
- わが町かながわ50選
- ビューポイント36景
- 神奈川台場公園

## 出身有名人

### あ行
- 阿部寛 - 男優
- 大前研一 - 評論家

### か行
- 草笛光子 - 女優、歌手、タレント

### た行
- 高橋かおり - 女優
- 田澤純一 - 元メジャーリーガー
- 田中雅彦 (バドミントン選手) - バドミントン選手
- 堤下敦ーお笑い芸人「インパルス」
- 出川哲朗 - お笑い芸人 - 実家は神奈川区内の老舗海苔問屋である。
- 冨田恵子 - 女優

### な行
- 長原京子 - プロボウラー
- 成瀬翔太 - 男優
- 成海璃子 - 女優
- 西山毅 - 元HOUND DOG
- 根尾みなみ - お笑いタレント
- のこいのこ - 歌手

### は行
- 萩原康弘 - 元プロ野球選手
- 平田耕治 - バンドネオン奏者

### や行
- 山口鉄也 - 元プロ野球選手
- 山本リンダ - 歌手

### わ行
- 渡邉博幸 - 元プロ野球選手

## 浦島太郎伝説
浦島太郎の両親の墓が白幡にあったことから、浦島町、亀住町などの地名が残っており、かつては足洗川という川もあった。子安通には浦島太郎が足を洗ったとされる井戸がある。話の詳細については、浦島太郎を参照。